# Persoonia biglandulosa
Persoonia biglandulosa (лат.) — кустарник, вид рода Персоония (Persoonia) семейства Протейные (Proteaceae), эндемик юго-западной Западной Австралии.

## Ботаническое описание
Persoonia biglandulosa — прямостоячий, раскидистый или низкорослый кустарник высотой до 0,15-1,5 м с гладкой пестрой серой корой. Листья имеют цилиндрическую форму, но с выемкой вдоль нижней поверхности, 50-100 мм в длину и 1,0-1,3 мм в ширину. Цветки расположены группами от 8 до 25 на концах веточек или около них, которые продолжают расти после цветения. Цветок расположен на опушённой цветоножке длиной 6-10 мм. Листочки околоцветника ярко-жёлтые, длиной 10-13 мм, умеренно опушённые, пыльники белые. Цветение происходит с октября по декабрь. Плод — гладкая овальная костянка длиной 11-14 мм и шириной 6-6,5 мм, содержащая единственное семя.

## Таксономия
Впервые вид был официально описан Питером Уэстоном в 1994 году в журнале Telopea по образцам, собранным им по берегам реки Мерчисон в 1980 году.

## Распространение
Persoonia biglandulosa — эндемик Западной Австралии. Растёт на низкой вересковой пустоши на песчаных равнинах в пределах 60 км от реки Мерчисон на юго-западе штата.

## Охранный статус
Вид классифицируется Департаментом парков и дикой природы правительства Западной Австралии как «не находящийся под угрозой исчезновения».